# Stefania Zambelli
Stefania Zambelli (Salò, 6 aprile 1971) è una politica italiana.

## Biografia
Lavora come impiegata amministrativa presso strutture sanitarie pubbliche.

### Attività politica
Inizia la sua attività politica nel 1995 come segretaria della Lega Nord a Salò. Nel 2011 diventa vicesindaco della sua città. In seguito è presidente della municipalizzata Aeddesi di Desenzano sul Garda ed è nominata consigliere di amministrazione di Arpa della Regione Lombardia. 
Alle elezioni Europee del 26 maggio 2019 viene eletta eurodeputata con la Lega.
Nel dicembre 2022 viene candidata, dalla Segreteria Provinciale di Brescia, alle elezioni regionali del febbraio successivo, alle quali non viene eletta consigliere regionale, raccogliendo solamente 4032 voti di preferenza, risultando essere la prima dei non eletti in provincia di Brescia.
Nell'ottobre 2023, Zambelli passa a Forza Italia. Alle elezioni europee del 2024, è candidata in quinta posizione nella circoscrizione nord-occidentale. Con oltre 12.300 preferenze si piazza quinta in lista non risultando rieletta.

### Controversie
Nel febbraio del 2023, Zambelli viene indagata con l'accusa di truffa aggravata ai danni dell'Unione Europea; nell'ambito dell'indagine, la Guardia di Finanza sequestra all'eurodeputata a e quattro assistenti parlamentari, fra cui il genero, circa 170.000 euro, che sarebbero stati utilizzati per retribuire i suddetti assistenti. Inoltre, secondo l'accusa i quattro non avrebbero svolto le attività connesse alla funzione per la quale erano stati assunti, o le avevano svolte solo parzialmente, documentando falsamente la loro attività al Parlamento europeo e travisando i loro titoli di studio. L'indagine è nata dalla denuncia di un'ex assistente della stessa Zambelli, licenziata per giusta causa nel 2019.